# Nowyja Zaluciczy
Nowyja Zaluciczy (biał. Новыя Залюцічы; ros. Новые Залютичи, Nowyje Zaluticzi) – wieś na Białorusi, w obwodzie homelskim, w rejonie żytkowickim, w sielsowiecie Milewicze, nad doliną Słuczy.
Wieś powstała w XX w..